# Welliton
Welliton Soares de Morais, född 22 oktober 1986 i Conceição do Araguaia, Brasilien, är en före detta brasiliansk fotbollsspelare som spelar för turkiska Mersin İdmanyurdu. Han har tidigare spelat för den ryska klubben Spartak Moskva.